# Catalunya Express
Der Catalunya Express (katalanisch Catalunya Exprés) ist eine Zuggattung der Kategorie Media Distancia der spanischen Eisenbahngesellschaft RENFE.

## Definition
In Katalonien werden Züge der Kategorie Regional Exprés, analog zu anderen autonomen Regionen, welche diese Züge finanziell unterstützt haben oder noch immer unterstützen, mit dem Namen der Region, anstatt dem Titel Regional Exprés bezeichnet (vgl. Andalucia Exprés, Galicia Exprés).
Der Catalunya Express ist die höchstwertige Nahverkehrszugkategorie in Katalonien und ist in etwa mit dem deutschen InterRegio oder InterCity zu vergleichen. Die Züge halten nur in großen Städten oder an touristisch wichtigen Haltepunkten. Die Haltepunkte der Züge auf den Linien sind nicht identisch, sodass es unterschiedlich schnelle Fahrzeiten gibt. Teilweise bedienen die Züge im letzten Abschnitt auch weniger wichtige Haltepunkte und werden somit als Nahverkehrszug verlängert.
Aufgrund der gegenüber Rodalies (S-Bahn ähnliches Vorortbahnsystem), Regionales Delta (über den Rodalies-Abschnitt hinaus als Regionalzug weiterverkehrende Züge)  und Regionales häufig erheblich geringeren Reisezeiten ist ein höherer Fahrpreis zu zahlen.

## Liniennetz
Das Liniennetz des Catalunya Express ist vor allem auf Barcelona ausgerichtet. Es gibt nahezu keine Querverbindungen oder Durchmesserlinien.
- Ca1 Sant Andreu Comtal/Barcelona-França–Passeig de Gràcia–Barcelona-Sants–Tarragona–Salou–Tortosa
- Ca2 Barcelona-Sants–Sant Celoni–Girona–Figueres–Portbou (–Cerbère)
- Ca3 Sant Andreu Comtal/Barcelona-França–Passeig de Gràcia–Barcelona-Sants–Tarragona-Reus–Riba-roja d’Ebre
- Ca4a Sant Andreu Comtal/Barcelona-França–Passeig de Gràcia–Barcelona-Sants–Tarragona–Reus–Lleida Pirineus
- Ca4b L’Hospitalet de Llobregat–Barcelona-Sants–Barcelona-Catalunya–Barcelona-Arc de Triomf–Sant Andreu Comta—Montblanc-Lleida Pirineus
- Ca6 Sant Andreu Comtal/Barcelona-França–Passeig de Gràcia–Barcelona-Sants–Tarragona-Reus-Riba-roja d’Ebre–Zaragoza Delicias